# Јела Кршић
Јела Кршић (Скопље, 21. децембар 1915 – Београд, 2. јануар 2005) била је пијаниста, професор клавира, предавач на бројним семинарима за клавирске педагоге широм бивше Југославијa, први председник Удружења музичких педагога Београда, директор у Музичкој школи "Мокрањац", инспектор за клавирску наставу и аутор многих публикација из области наставе клавира.

## Биографија
Јела Кршић је рођена у Скопљу, а школовала се у Београду и Солуну. Завршила је Државну трговачку академију у Београду 1934. године и Музичку школу "Мокрањац", која је тада имала статус високе школе, 1940. године (апсолуториум) у класи професорке Десанке Велимировић. Од 1945. до 1959. радила је на специјализацији педагогије клавира код Емила Хајека, професора Музичке академије у Београду. У музичкој школи "Мокрањац" радила је од 1940. године, као професор клавира, секретар и директор (1950-1952), а у Средњој музичкој школи при Академији - касније Музичка школа "Јосип Славенски" од 1952. до 1974. године, као професор клавира, камерне музике и методике наставе клавира. У њеној класи је дипломирало 50 средњошколаца од којих су тридесеторо постали професионални музичари.
Од 1960. до 1969. била је запослена на Музичкој академији (сада Факултет музичке уметности) у Београду, са звањем вишег стручног сарадника за предмет "Упоредни клавир", радећи са студентима различитих одсека од којих је данас велики број веома угледних композитора, певача, диригената и педагога.
Јела Кршић је била један од оснивача, веома активан члан и први председник Удружења музичких педагога Београда (1954-1964), дугогодишњи члан жирија на клавирским такмичењима, фестивалима музичких школа и предавач на преко 80 курсева и семинара за клавирске педагоге широм бивше Југославије. Као представник Удружења музичких педагога Југославије била је члан жирија за Европску награду на такмичењу ЕМСУ у Паризу 1972. године. Дуги низ година била је помоћни инспектор за клавирску наставу при Просветно-педагошком савету у Београду. Оснивач је издавачке делатности Удружења музичких педагога Србије и дугогодишњи члан управе УМУС-а. На предлог Музичке академије добила је звање педагошког саветника 1963. године.
Од 1946. до 1958. године, Јела Кршић је као пијаниста и клавирски сарадник наступала на концертима у Београду и другим градовима, у концертним дворанама, домовима културе, фабричким халама, болницама. Поред великог броја снимака за Радио Београд, у емисијама са директним преносом свирала је дела стандардног пијанистичког репертоара и композиције српских композитора. За чешку дискографску кућу снимила је Сонатину за клавир Предрага Милошевића. Наступила је у неколико ТВ емисија.
Гордана Крајачић, музиколог и музички критичар, написала је, између осталог, о Јели Кршић: "И када је отишла у пензију - није престала да се музиком бави. Њена књига о Шопену је не само зналачка (што се подразумева) него и топло, љубављу исписана, јер је управо таква била и госпођа Јела Кршић. Увек је била беспрекорног изгледа, уредне фризуре, ненаметљиво благо нашминкана, једноставно и елегантно обучена и обувена. И својим изгледом (као и свим што је кроз музику чинила) служила је за пример."

## Награде
За веома запажене педагошке резултате Јела Кршић је више пута награђивана:
- 1960. Награда Удружења музичких педагога Србије за успех у раду и постигнуте резултате ученика на такмичењима
- 1970. Плакета Музичке школе "Славенски" у Београду за нарочите заслуге за рад и успех школе
- 1972. Октобарска награда "Доситеј Обрадовић"
- 1982. Орден рада са сребрним венцем
- 1992. Награда за животно дело Савеза друштава музичких и балетских педагога Србије
- 1993. Награда "Вук Стефановић Караџић" Културно - просветне заједнице

Изабрана је за почасног члана Удружења музичких педагога Србије, почасног члана Савеза музичких педагога Југославије, добила је Повељу Савеза музичких педагога Југославије и European Piano Teachers Association (1998).

## Објављени радови
- Педал и његова примена у клавирском извођењу, издање аутора, 1961.
- Ритам – Приручник за наставу клавира, издавач Удружење музичких педагога СРС, 1964.
- Оспособљавање ученика за самосталан рад, Зборник "Музичко васпитање и образовање", Младо поколење, 1966, стр.66-86
- Збирка клавирских композиција за савлађивање техничких проблема, 1. и 2. свеска, избор и редакција у сарадњи са проф. Ружицом Ранковић, издавач Уметничка академија, Београд, 1967.
- Mетодика наставе клавира, издавач Удружење музичких педагога, 1966.
- Почетна школа за клавир, издавач УМП, 1970,НОТА Књажевац, 1989, MARCOMPANY, 1995.
- Хајдн - сонатине и сонате, избор и редакција у сарадњи са проф. Душицом Шишмановић, издавач НОТА, Књажевац,1972.(осам издања)
- Клавирска читанка за 2. разред ШОМО, издавач НОТА, Књажевац, 1972.(12 издања), издавач MARCOMPANY 1990.
- Клавирска вежбанка за 3. разред ШОМО, издавач НОТА, Књажевац, 1976.(двадесет издања)
- Засвирајмо заједно 1. и 2. свеска, редакција композиција за клавир четвороручно, издавач НОТА, 1979.
- Наши композитори младим пијанистима 1. и 2. свеска, редакција у сарадњи са проф Душицом Шишмановић, издавач УМП СРС 1980.
- Композиције домаћих аутора за клавир, редакција у сарадњи са проф. Душицом Шишмановић, издавач Нота, 1980.
- Читање с листа и клавирска корепетиција, издавач Завод за уџбенике, Београд, 1982, обновљено 2005.
- Орнаментика, педализација, трема – три важна фактора у клавирској педагогији, издавач "Свјетлост" ООУР Завод за уџбенике и наставна средства, Сарајево, 1982.
- Клавирска хрестоматија за 4. разред ШОМО(1985), 5. разред (1987), 6. разред (1989), издавач НОТА, Књажевац,(по двадесет издања),
- Настава клавира, издавач "Просвета" Београд,
- ХЕНДЛ – избор и редакција клавирских композиција, 1. свеска, издавач СДМБПС, 1992, и 2. свеска, издавач ФМУ, 1993.
- "За двадесет прстију" Редакција композиција за клавирски дуо у сарадњи са Весном Кршић, издавач СДМБПС 1996.
- Камерна музика 2. клавирски дуо, У сарадњи са Весном Кршић, издавач Дизајн студио Поповић, 1996.
- Клавирски практикум, издавач MARCOMPANY, 1997.
- Радна свеска за почетнике, 1 и 2, издавач MARCOMPANY, 1997.
- "Ја волим Шопена" редакција, издавач MARCOMPANY, 1999.
- Трема, издавач MARCOMPANY, 2001.
- Прича о Фредерику Шопену, издавач MARCOMPANY, 2002.
- Методика наставе клавира, издавач НОТА, 2003.

## Семинари одржани за наставнике клавира
- Од 1954. до 1960. године: четири вишедневна семинара у Ваљеву, затим у Чачку и Задру, као и курсеви за наставнике нижих и средњих школа, једном недељно, целе године 1957/58 и 1958/59 у Београду,
- Од 1961. до 1970. године: вишедневни семинари у Сарајеву, Београду, Суботици, Новом Саду, Земуну, Приштини, Чачку, Бачкој Паланци, Зеници, на Златибору, на Јастрепцу,
- Од 1971. до 1977. године: вишедневни семинари у Котору, Кикинди, Приштини, Херцег Новом, Београду, Суботици, Нишу, Сарајеву, Чачку, Раковици, Загребу, Дубровнику, Тузли, Цавтату, Параћину,
- Од 1983. до 2001. године: вишедневни семинари у Земуну, Лозници, Врњачкој Бањи, Крагујевцу, Раковици, Херцег Новом и Београду.

## Омаж Јели Кршић
Године 2015, у препуној Галерији Коларчеве задужбине окупили су се поштоваоци професорке Јеле Кршић, али и њене колеге и ђаци и ученици њене кћери Весне Кршић и унуке Милице Секулић. Идеју да се обележи стогодишњица њеног рођења и десетогодишњица смрти драге професорке потекла је од њене друге унуке Љубице Секулић, коју су на једном њеном концерту у Скопљу обасули комплиментима о њеном свирању и дивним сећањима на драгу професорку, њену баку, десетак њених бивших ђака. Управо њени наследници, јединица Весна и унуке Милица и Љубица осмислиле су програм, онако како би волела да чује и сама госпођа Кршић.
Свирана су дела која је волела и и сама интерпретирала Јела Кршић: „Сонатину“ Предрага Милошевића, коју су једно време имали на репертоару готово сви наши пијанисти; интерпретирала ју је Весна Кршић. Са Снежаном Николајевић одсвирала је „Фолк токату“ Зорана Христића, омиљеног ђака госпође Кршић и две Словенске игре Антоњина Дворжака. Харфисткиња и виолисткиња Љубица Секулић извела је (на харфи) Фантазију опус 35 Камија Сен Санса, представљајући у најлепшем светлу свој вилински инструмент, а Милица Секулић је на почетку и на крају овог дирљивог и душе пуног сећања на дивну особу Јелу Кршић свирала нежно али и са бљештавим виртуозитетом Ноктурно опус 48 број 2 и Полонезу опус 44 Фредерика Шопена, који је био омиљени композитор и њене баке, кога је она не само свирала него о њему написала и монографију.